# José Luis Íñiguez de Onzoño

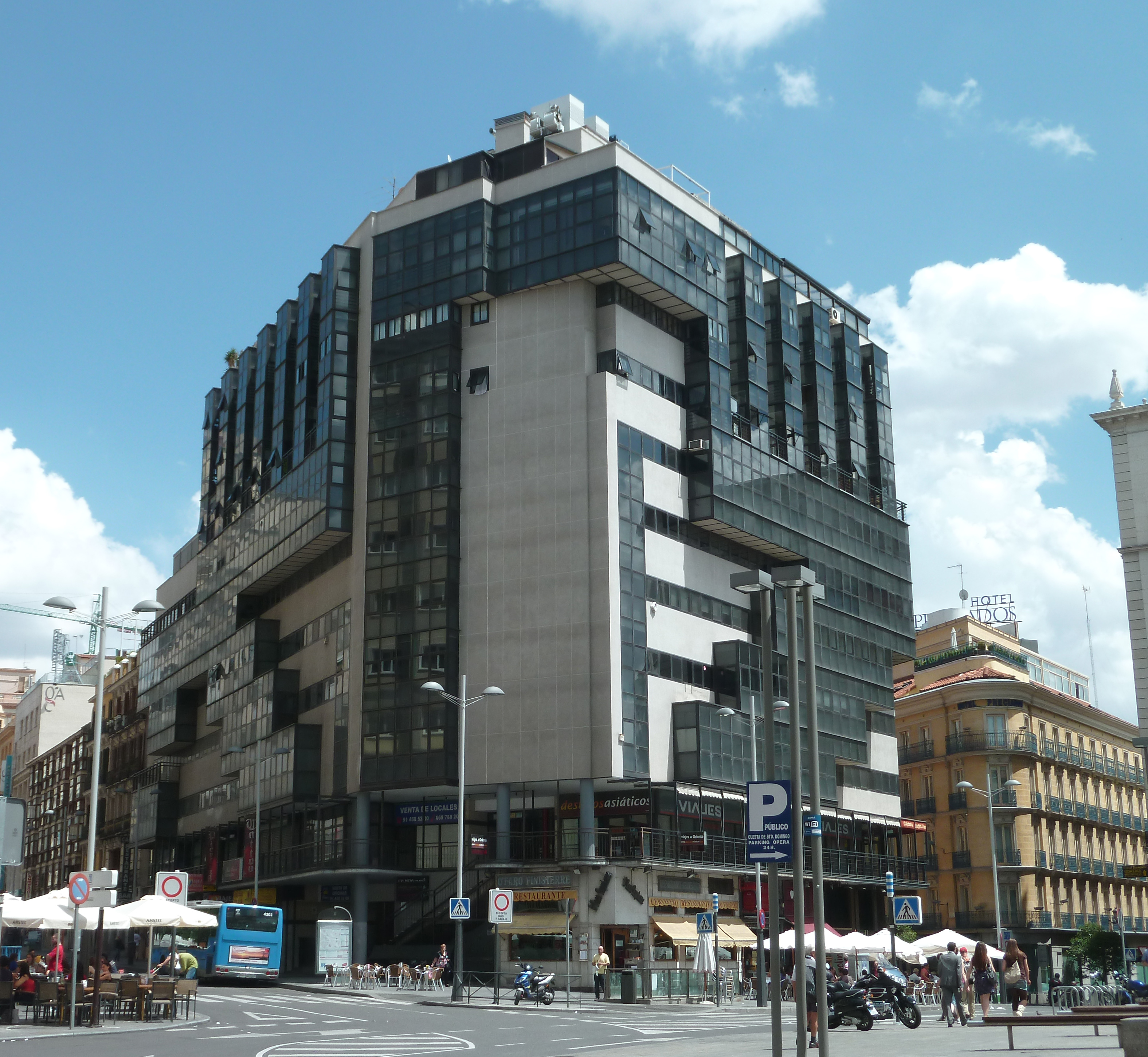
Edificio de viviendas y oficinas de la calle de Jacometrezo n.º 15 de Madrid, de Íñiguez de Onzoño y Juan Daniel Fullaondo (1976-1985)

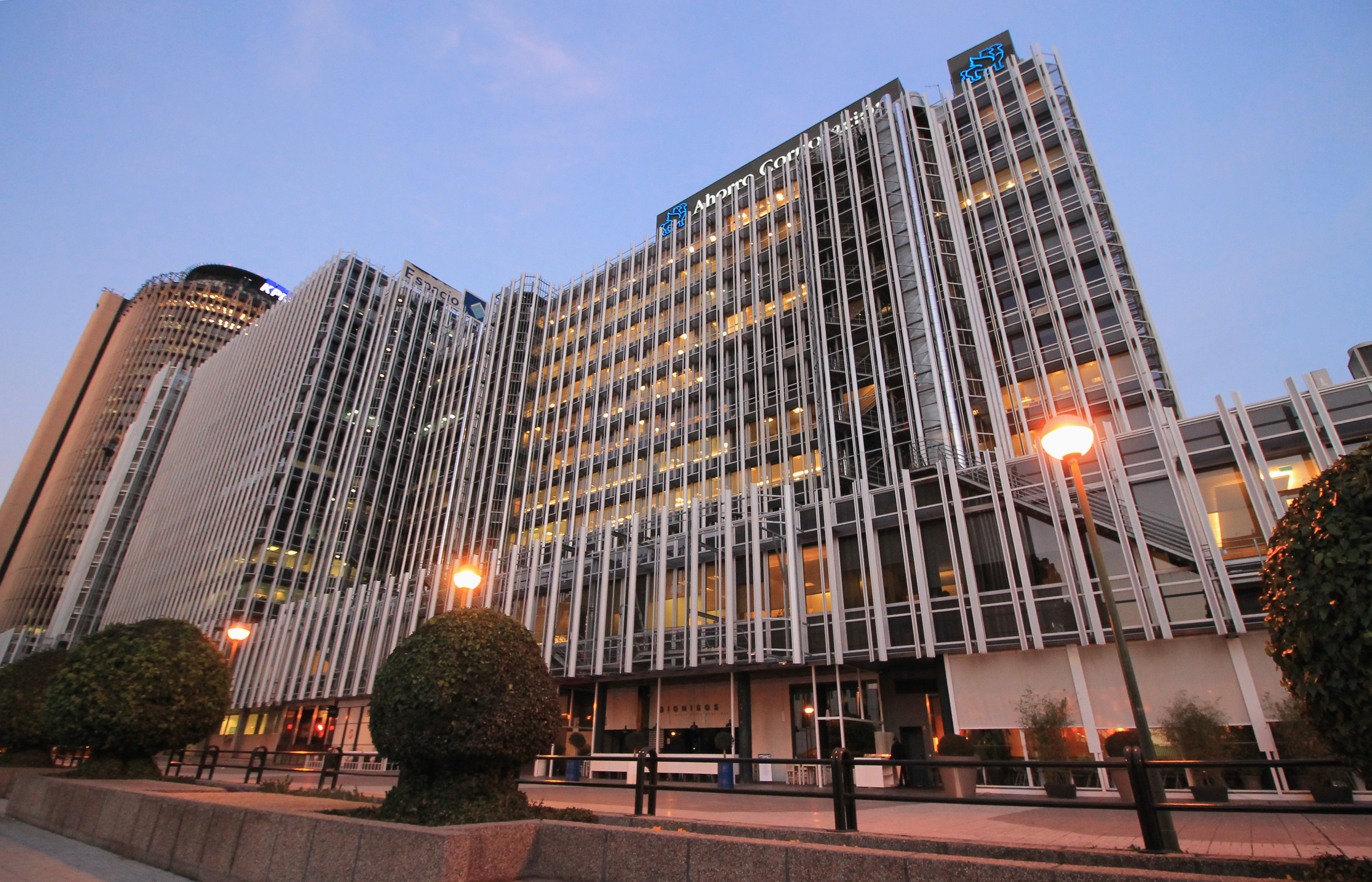
Edificio Cadagua en el centro AZCA de Madrid (1984), junto a su hermano Félix

José Luis Íñiguez de Onzoño Angulo (Bilbao, 4 de julio de 1927-Madrid, 24 de octubre de 2022) fue un arquitecto español, de estilo racionalista. Trabajó asociado a Antonio Vázquez de Castro y colaboró habitualmente con su hermano, Félix Íñiguez de Onzoño.

## Trayectoria
Estudió en la Escuela Técnica Superior de Arquitectura de Madrid, donde se doctoró en 1955. Al poco de terminar la carrera, Íñiguez de Onzoño y Vázquez de Castro entraron a trabajar en la iniciativa urbanística de Poblados dirigidos de Madrid, encaminada a la construcción de viviendas de carácter social para inmigrantes, dentro del Plan Nacional de la Vivienda de 1955. A los dos arquitectos se les encomendó el de Caño Roto (1957-1959), que fue alabado como uno de los mejor ejecutados, inspirado en las soluciones urbanísticas que se estaban realizando por entonces en Europa del Norte. En 1969 construyeron también el centro escolar del mismo barrio, planificado según la arquitectura popular pero con cierta inspiración en las escuelas inglesas con corredores y terrazas.
Con esta base, desde finales de los años 1960 desarrollaron un tipo de construcción con elementos prefabricados de carácter popular pero de estética moderna, como se evidenció en el barrio de viviendas experimentales P.R.E.V.I. de Lima, en Perú (1969-1971). Con el mismo sistema realizaron diversas viviendas en Aravaca (1972) y varios proyectos residenciales en el sur de España.
En 1965 ganó junto a su hermano el Premio Pedro de Asúa del Colegio Oficial de Arquitectos Vasco-Navarro por el edificio Estrauntza de Bilbao (1959-1965). También con su hermano ganó en 1971 el primer premio en el concurso para el Club de Campo Laukariz de la Sociedad Bilbaína.
Otras obras de Íñiguez de Onzoño y Vázquez de Castro fueron el edificio de la Mutua Madrileña Automovilística en la calle de Almagro de Madrid y el polideportivo Antonio Magariños de la calle de Serrano de la misma ciudad (1965-1970), así como el conjunto de viviendas de La Fosforera en Carabanchel (1982). También participaron en la rehabilitación del Hospital General y de la Pasión para reconvertirlo en el Museo Nacional Centro de Arte Reina Sofía, en el que añadieron las torres de vidrio y acero de los ascensores exteriores, en colaboración con el arquitecto británico Ian Ritchie (1988). Por esa obra ganaron en 1990 el premio de Urbanismo, Arquitectura y Obras Públicas del Ayuntamiento de Madrid.En Almería construyó el 'Edificio Parque' (1970), junto a Vázquez de Castro y Manuel Sierra.
Con su hermano proyectó el edificio Sollube en Madrid (1983-1989), así como uno de los tres edificios Cadagua en el centro AZCA de la misma ciudad (1984).
Entre 1996 y 2003 realizó junto a Jesús Velasco la restauración del edificio de la Embajada Española de Berlín.
También ejerció la docencia: entre 1980 y 1982 fue catedrático de Proyectos III en la ETSAV y, entre 1982 y 1987, profesor de la asignatura de Proyectos II en la Escuela de Arquitectura de Madrid.
Su hijo Rafael Íñiguez de Onzoño García es también arquitecto.